# HMS Antrim (D18)
El HMS Antrim (D18) de la Royal Navy fue un destructor de la clase County. Fue botado en 1966 y asignado en 1967. Fue adquirido por la Armada de Chile como Almirante Cochrane (DLG-12) en 1984.
A mediados de la década de 1970, la Royal Navy retiró la torreta "B" y lo reemplazó con cuatro lanzadores Exocet.

## Conflicto Malvinas
El Antrim sirvió en la Guerra de las Malvinas. Fue el buque insignia de la Operación Paraquet, la recuperación de Georgia del Sur en abril de 1982. Su helicóptero, el Westland Wessex HAS.Mk3, fue el responsable del rescate de los 16 hombres  SAS del Glaciar Fortuna. Este helicóptero tuvo un papel clave en la detección y desactivación del submarino argentino Santa Fe. El Teniente de Corbeta Alfredo Astiz firmó el documento de rendición incondicional de las fuerzas argentinas el 25 de abril en su cámara de oficiales.
Mientras apoyaba el desembarco principal en las Islas Malvinas en la Bahía de San Carlos, una bomba de 1000 libras golpeó al Antrim, pero no explotó, y disparó sus misiles Sea Slug a un A-4 Skyhawk de la Fuerza Aérea Argentina sin golpearlo.
Un antiguo tablero de su nombre ahora se encuentra en el Museo de las Islas Malvinas, Puerto Argentino/Stanley, islas Malvinas.

## Afiliados como HMS Antrim
- Rangers Reales Irlandeses[4]

Como parte de su relación con Condado de Antrim, llevaba un pedazo de Calzada del Gigante, montada en el callejón principal de la nave, apropiadamente llamado también (del inglés: Giant's Causeway ‘Calzada del Gigante’).

## Traslado a la Armada de Chile
El Antrim fue dado de baja en 1984 y se vendió a Chile el 22 de junio de ese año. Los chilenos le dieron el nombre Almirante Cochrane en honor a Thomas Cochrane, décimo conde de Dundonald, que había mandado a la Armada de Chile desde 1817 hasta 1822. En 1994 se le realizó la misma remodelación que a su gemelo, el Blanco Encalada. Esto implicó la eliminación de su lanzador Sea Slug y extender su cubierta de popa para permitir la instalación de un nuevo hangar, más grande. En 1996 recibió el misil Barak en lugar de su lanzadores Sea Cat.
La Armada de Chile dejó fuera de servicio al Almirante Cochrane el 7 de diciembre de 2006. El 11 de diciembre de 2010, que fue remolcado a China como chatarra.